# Пандора
Пандо́ра (грец. Πανδώρα — всім обдарована) — персонаж грецької міфології: перша жінка, створена Гефестом за інструкціями Зевса. За Гесіодом, кожен бог і богиня наділили її неповторними дарами. Призвідниця нещастя на Землі: відкрила так звану скриньку (піфос) Пандори, з якої вилетіли нещастя, горе, старість тощо.

## Міфологія
Коли Прометей викрав для смертних божественний вогонь, навчив їх мистецтв і ремесел, дав їм знання, щасливішим стало життя на землі. Зевс, розгніваний вчинком Прометея, жорстоко покарав його, а людям наслав на землю зло. Він звелів славетному богові-ковалю Гефесту змішати землю і воду і зробити з цієї суміші прекрасну дівчину, яка мала б силу людей, ніжний голос і погляд очей, подібний до погляду безсмертних богинь. Дочка Зевса Афіна Паллада повинна була виткати для неї прекрасне вбрання, богиня кохання, золотосяйна Афродіта, повинна була дати їй чарівну красу, Гермес — хитрий розум і спритність. Одразу ж боги виконали веління Зевса. Гефест зробив із землі надзвичайно вродливу дівчину, яку боги оживили. Афіна Паллада з харитами вбрали дівчину в сонцесяйний одяг і наділи на неї золоте намисто. Ори поклали на її пишні кучері вінок з весняних запашних квітів. Гермес уклав в її уста брехливі та повні лестощів слова. Назвали боги її Пандорою, бо від усіх їх дістала вона дари (Пандора означає — наділена всіма дарами). Пандора мала принести з собою людям нещастя.
Коли це зло для людей було готове, Зевс послав Гермеса віднести Пандору на землю до брата Прометея Епіметея. Мудрий Прометей багато разів застерігав свого нерозумного брата і радив йому не приймати дарунків від громовержця Зевса. Він боявся, що ці дарунки принесуть з собою людям горе. Але не послухав Епіметей поради мудрого брата. Зачарувала його своєю вродою Пандора, і він узяв її собі за дружину. Незабаром Епіметей дізнався, скільки зла принесла з собою Пандора людям.
У будинку Епіметея стояла велика посудина (піфос), щільно закрита важкою кришкою; ніхто не знав, що в цій посудині, і ніхто не наважувався відкрити її, бо всі знали, що це загрожує бідами. Цікава Пандора потай зняла з посудини кришку, і розлетілися по всій землі ті біди, які були колись у ній закриті. Тільки одна Надія лишилася на дні величезної посудини. Кришка посудини знову закрилась, і не вилетіла Надія з будинку Епіметея. Цього не побажав громовержець Зевс.
Щасливо жили раніше люди, не знаючи зла, тяжкої праці і згубних хвороб. Тепер міріади бід поширилися серед людей. Тепер злом наповнились і земля, і море. Незваними і вдень, і вночі приходять до людей зло і хвороби, страждання несуть вони з собою людям. Нечутною ходою, мовчки приходять вони, бо позбавив їх Зевс дару мови: він створив зло і хвороби німими.